# Aeroportul General Pico
Aeroportul General Pico (IATA: GPO, ICAO: SAZG) este un aeroport din General Pico⁠(d), Departamento Maracó⁠(d), Provincia La Pampa, Argentina ce deservește zona General Pico⁠(d). Aeroportul a fost tranzitat în martie 2021 de 0 pasageri.
Situat la o altitudine de 139 m, aeroportul dispune de o singură pistă. Este operat de Aeropuertos Argentina⁠(d).